# Ultramaratona
Con il termine di ultramaratona si identificano gare di corsa a piedi che hanno una distanza superiore a 42,195 chilometri, distanza ufficiale, dal 1924, della maratona.

## Storia e leggenda
La prima descrizione di un'ultramaratona è dovuta allo storico greco Erodoto, che rievoca le gesta dell'emerodromo Fidippide nell'antica Grecia. Erodoto racconta come Philippides (o Pheidippidas in dialetto spartano antico) percorse i 240 km da Atene a Sparta con una richiesta di aiuto per fronteggiare l'invasione persiana. Gli spartani rifiutarono l'aiuto e tale messaggio fu riportato ad Atene da Philippides pochi giorni dopo.
Anche senza l'aiuto degli Spartani gli Ateniesi sconfissero i Persiani nella battaglia di Maratona.
La tradizione vuole che lo stesso Philippides abbia poi corso i 42,95 km da Maratona ad Atene per annunciare agli ateniesi la vittoria (da cui il nome dell'odierna maratona), ma ciò non è confermato dai racconti degli storici dell'epoca.
Ai giorni nostri, la "Spartathlon historic race" di 246 km che ricalca il percorso che congiunge Atene con Sparta intende celebrare l'impresa di Philippides, proprio sul percorso che attraversa l'istmo di Corinto, la piana di Argo e i monti dell'Arcadia.

## Ultramaratona oggi
Una delle ultramaratone più celebri in ambito internazionale è la Spartathlon. Sui 246 km in linea che portano dall'Acropoli alla statua di Re Leonida si possono cimentare solo concorrenti in possesso di requisiti piuttosto selettivi ottenuti in gare di ultramaratona. Gli arrivati vengono premiati al traguardo con una corona di ulivo mentre il vincitore vede impresso il proprio nome in un apposito monumento di marmo bianco rappresentante la figura di Leonida.
A New York si svolge annualmente la "Sri Chinmoy Self-Transcendence 3100 Mile Race", 3100 miglia su un circuito di 883 metri, da completare entro i 51 giorni concessi di una gara, riservata a 15 selezionati adepti, che rappresenta l'attuale competizione no-stop di maggior distanza.
L'aspetto qualificante delle competizioni di ultramaratona è la distanza percorsa, tuttavia nella valutazione della difficoltà della singola competizione intervengono anche elementi legati al particolare contesto in cui essa si svolge. Di conseguenza, per quanto concerne invece il riconoscimento di "primati" o di "migliori prestazioni", con gli anni sono andate codificandosi distanze ben distinte per lunghezza/tempo e per luogo/ambito di svolgimento.
Ecco pertanto che i termini di confronto tra performance di atleti attengono ai migliori risultati certificati, territorialmente o globalmente, relativi alle distanze di 30 miglia, 50 km, 40 e 50 miglia, 100 km, 100 miglia, 1 000 km e 1 000 miglia; non solo: ognuna di queste "specialità" si distingue tra pista (outdoor e indoor), strada e trail.
Altro criterio per definire competizioni di ultramaratona, prescindendo dalla lunghezza del percorso, è il tempo predeterminato di durata delle gare medesime. Anche qui, generalmente, si tratta di misure "codificate" quali la 6, 12, 24 ore, oppure "multiday" come la 48 ore, 6, 10 giorni.
Tra le competizioni più famose di ultramaratona su strada che si disputano in Italia ci sono la 100 km del Passatore, con partenza da Piazza della Signoria a Firenze e arrivo a Piazza del Popolo a Faenza, e la Pistoia-Abetone Ultramarathon, gara di 50 chilometri di cui 31 di salita impegnativa. Altre gare su strada di rilievo sono la 50 km di Romagna e la Strasimeno.

## Record World Athletics
La 50 km e la 100 km sono le uniche specialità di ultramaratona ufficialmente ratificate dalla World Athletics.

### 50 km maschili
Statistiche aggiornate al 8 ottobre 2022.
|                 | Tempo    | Atleta       | Luogo         | Data           |
| --------------- | -------- | ------------ | ------------- | -------------- |
| Record mondiale | 2h38'43" | CJ Albertson | San Francisco | 8 ottobre 2022 |

### 50 km femminili
Statistiche aggiornate al 27 febbraio 2023.
|                 | Tempo       | Atleta         | Luogo       | Data             |
| --------------- | ----------- | -------------- | ----------- | ---------------- |
| Record mondiale | 2h59'54" mx | Desiree Linden | Lago Dorena | 13 aprile 2021   |
| Record mondiale | 3h00'30" wo | Emane Seifu    | Gqeberha    | 26 febbraio 2023 |

### 100 km maschili
Statistiche aggiornate al 16 maggio 2023.
|                             | Tempo    | Atleta            | Luogo         | Data              |
| --------------------------- | -------- | ----------------- | ------------- | ----------------- |
| Record mondiale             | 6h05'35" | Aleksandr Sorokin | Vilnius       | 14 maggio 2023    |
| Record africano             | 6h24'06" | Bongmusa Mthembu  | Los Alcázares | 27 novembre 2016  |
| Record asiatico             | 6h09'14" | Nao Kazami        | Lago Saroma   | 24 giugno 2018    |
| Record europeo              | 6h05'35" | Aleksandr Sorokin | Vilnius       | 14 maggio 2023    |
| Record nord-centroamericano | 6h27'43" | Max King          | Doha          | 21 novembre 2014  |
| Record oceaniano            | 6h29'25" | Timothy Sloan     | Richmond      | 23 aprile 1995    |
| Record sudamericano         | 6h18'09" | Valmir Nunes      | Winschoten    | 16 settembre 1995 |

### 100 km femminili
Statistiche aggiornate al 27 agosto 2022.
|                             | Tempo       | Atleta         | Luogo             | Data              |
| --------------------------- | ----------- | -------------- | ----------------- | ----------------- |
| Record mondiale             | 6h33'11" mx | Tomoe Abe      | Lago Saroma       | 25 giugno 2000    |
| Record africano             | 7h31'47"    | Helene Joubert | Winschoten        | 16 settembre 1995 |
| Record asiatico             | 6h33'11" mx | Tomoe Abe      | Lago Saroma       | 25 giugno 2000    |
| Record europeo              | 7h04'03" mx | Floriane Hot   | Bernau bei Berlin | 27 agosto 2022    |
| Record nord-centroamericano | 7h00'48"    | Ann Trason     | Winschoten        | 16 settembre 1995 |
| Record oceaniano            | 7h34'25"    | Kirstin Bull   | Los Alcázares     | 27 novembre 2016  |
| Record sudamericano         | 7h20'22"    | Maria Venâncio | Cubatão           | 8 agosto 1998     |

Legenda:
: record mondiale
: record africano
: record asiatico
: record europeo
: record nord-centroamericano e caraibico
: record oceaniano
: record sudamericano

## Record IAU
Oltre alla 50 km e alla 100 km, uniche distanze dell'ultramaratona ratificate dalla World Athletics, l'International Association of Ultrarunners (IAU) ratifica come "record mondiali IAU" le seguenti specialità: 50 miglia, 100 miglia, 6 ore, 12 ore, 24 ore e 48 ore. Le specialità dei 1000 km, 1000 miglia e 6 giorni sono invece riconosciute come "migliori prestazioni mondiali IAU".
Fino al 2014 le prestazioni delle varie specialità erano suddivise in base alla superficie di corsa utilizzata (strada, pista o indoor); dal 1º gennaio 2015 la IAU ha unificato le prestazioni.
Statistiche aggiornate al 8 maggio 2023.

### Maschili
|             | Tempo               | Atleta            | Luogo      | Data                          |
| ----------- | ------------------- | ----------------- | ---------- | ----------------------------- |
| 50 miglia   | 4h50'08"            | Jim Walmsley      | Sacramento | 4 maggio 2019                 |
| 100 miglia  | 10h51'39"           | Aleksandr Sorokin | Tel Aviv   | 7 gennaio 2022                |
| 1000 km     | 5 giorni 16h17'00"  | Giannīs Kouros    | Colac      | 26 novembre - 2 dicembre 1984 |
| 1000 miglia | 10 giorni 10h30'36" | Giannīs Kouros    | New York   | 20-30 maggio 1988             |

|          | Misura       | Atleta            | Luogo    | Data                |
| -------- | ------------ | ----------------- | -------- | ------------------- |
| 6 ore    | 98,496 km    | Aleksandr Sorokin | Bedford  | 23 aprile 2022      |
| 12 ore   | 177,410 km   | Aleksandr Sorokin | Tel Aviv | 7 gennaio 2022      |
| 24 ore   | 319,614 km   | Aleksandr Sorokin | Verona   | 18 settembre 2022   |
| 48 ore   | 473,495 km   | Giannīs Kouros    | Surgères | 3-5 maggio 1996     |
| 6 giorni | 1 036,800 km | Giannīs Kouros    | Colac    | 20-26 novembre 2005 |

### Femminili
|             | Tempo               | Atleta         | Luogo    | Data                          |
| ----------- | ------------------- | -------------- | -------- | ----------------------------- |
| 50 miglia   | 5h40'18"            | Ann Trason     | Houston  | 23 febbraio 1991              |
| 100 miglia  | 12h42'40"           | Camille Herron | Vienna   | 11 novembre 2017              |
| 1000 km     | 7 giorni 16h08'37"  | Paula Mairer   | New York | 29 settembre - 6 ottobre 2002 |
| 1000 miglia | 12 giorni 14h38'40" | Sandra Barwick | New York | 16-28 ottobre 1991            |

|          | Misura     | Atleta             | Luogo        | Data                |
| -------- | ---------- | ------------------ | ------------ | ------------------- |
| 6 ore    | 85,492 km  | Nele Alder-Baerens | Munster      | 11 marzo 2017       |
| 12 ore   | 149,130 km | Camille Herron     | Phoenix      | 9-10 dicembre 2017  |
| 24 ore   | 270,116 km | Camille Herron     | Albi         | 26-27 ottobre 2019  |
| 48 ore   | 397,103 km | Sumie Inagaki      | Surgères     | 21-23 maggio 2010   |
| 6 giorni | 883,631 km | Sandra Barwick     | Campbelltown | 18-24 novembre 1990 |

## Ultramaratone in Italia
L'Italia vanta una tradizione consolidata nel mondo delle ultramaratone, con competizioni che si svolgono sia su strada che in ambienti naturali. Alcune di queste gare sono considerate tra le più prestigiose e impegnative a livello internazionale, attirando atleti da tutto il mondo.

### Ultramaratone su strada
- 100 km del Passatore – Storica ultramaratona su strada che collega Firenze a Faenza, attraversando l'Appennino Tosco-Romagnolo.
- Ultra Milano-Sanremo – Con i suoi 285 km, è una delle ultramaratone su strada più lunghe d'Europa, seguendo il percorso della celebre corsa ciclistica Milano-Sanremo.
- Nove Colli Running – Gara di 202 km che segue il percorso della Granfondo ciclistica Nove Colli, affrontando le salite dell’Appennino romagnolo.

### Ultratrail
- Tor des Géants – Ultratrail tra i più difficili al mondo, si svolge in Valle d'Aosta su un percorso di circa 330 km con oltre 24.000 metri di dislivello positivo.
- Via degli Dei Ultra Trail – Gara che segue l’antico percorso etrusco tra Bologna e Firenze, con una lunghezza variabile a seconda delle edizioni, ma generalmente intorno ai 125 km.
- Lavaredo Ultra Trail – Gara iconica nel panorama internazionale, con un percorso di 120 km che attraversa le Dolomiti, patrimonio UNESCO.
- Dolomiti Extreme Trail – Ultratrail che si svolge nelle Dolomiti Bellunesi, con distanze variabili fino a 103 km e dislivelli estremi.
- Adamello Ultra Trail – Corsa che percorre i sentieri della Prima Guerra Mondiale tra Lombardia e Trentino, con distanze fino a 170 km.